# Haut-commissariat d'Inde au Pakistan
Le haut-commissariat d'Inde au Pakistan (en ourdou: بھارت کے ہائی کمیشن ) est l'unique mission diplomatique de la République de l'Inde au sein de la République islamique du Pakistan. Le représentant indien est actuellement Ajay Bisaria.

## Statut
D'abord situé dans l'ancienne capitale du pays en 1947, Karachi, le haut-commissariat de l'Inde au Pakistan est situé, depuis 1960, dans l'enclave diplomatique d'Islamabad. Le haut-commissaire est le représentant plénipotentiaire du président de l'Inde au Pakistan, il est secondé par le haut-commissaire adjoint. Le représentant actuel de l'Inde est M. Ajay Bisaria nommé le 1er novembre 2017 et prenant ses fonctions le 12 décembre 2017. Il est assisté par J. P. Singh, son adjoint.
Les missions du haut-commissariat sont de maintenir une relation diplomatique stable avec son voisin avec qui il continue d'avoir des désaccords profonds sur le plan territorial au Cachemire.

## Anciens hauts-commissaires
La mission diplomatique indienne au Pakistan existe depuis l'indépendance des deux pays mais s'est interrompue à plusieurs reprises en 1966, en 1971 ou plus récemment de 2001 à 2003 en raison d'événements majeurs comme une situation de guerre ouverte pour les deux premiers et un attentat pour le dernier exemple. Voici la liste des anciens hauts-commissaires en poste au Pakistan:
- Sri Prakash (1947-1949)
- Sita Ram (1949-1951)
- C. C. Desai (1951-1958)
- Rajwshwar Dayal (1958-1962)
- G Parthasarathi (1962-1965)
- Kewal Singh (1965-1966)
- S. Sen (1968-1969)
- B. K. Acharya (1969-1971)
- K. S. Bajpai (1976-1980)
- K. D. Sharma (1982-1985)
- S. K. Singh (1985-1989)
- J. N. Dixit (avril 1989-novembre 1991)
- Satinder Kumar Lambah (janvier 1992-juillet 1995)
- Satish Chandra (août 1995-décembre 1998)
- G.Parthasarathy (février 1999-mai 2000)
- Vijay K. Nambiar (août 2000 - décembre 2001)
- Shivshankar Menon (juillet 2003-septembre 2006)
- Satyabrata Pal (novembre 2006-février 2009)
- Sharat Sabharwal (avril 2009-juin 2013)
- Dr. T.C.A. Raghavan (juillet 2013-décembre 2015)
- Gautam Bambawale (janvier 2016-novembre 2017)